# Кинт, Марсель
Марсель Кинт (нидерл. Marcel Kint; 20 сентября 1914, Звевегем, Бельгия — 23 марта 2002, Кортрейк, Бельгия) — бельгийский профессиональный шоссейный и трековый велогонщик в 1935 - 1951 годах. Чемпион мира по шоссейному велоспорту в групповой гонке среди профессионалов (1938). Чемпион Бельгии в групповой гонке (1939).

## Карьера
Марсель Кинт специализировался на однодневных классических велогонках и выиграл Париж — Рубе, Гент — Вевельгем, Париж — Брюссель.
Был единственным гонщиком, ставшим три раза подряд победителем Флеш Валонь до 2016 года, когда Алехандро Вальверде выиграл свою третью гонку подряд и четвертую в целом.
Лучшим годом в карьере Марселя Кинта считается 1938 год, когда он выиграл чемпионат мира по велоспорту и три этапа Тур де Франс.
Умер в Кортрейке 23 марта 2002 года.
В 1942 году именем Марселя Кинта названа шоссейная однодневная велогонка, ежегодно проводящаяся в бельгийской коммуне Звевегем, провинция Западная Фландрия, до этого имевшая наименование «Гран-при Звевегема» (Grote Prijs Zwevegem). С 2016 года гонка Гран-при Марселя Кинта входит в календарь UCI Europe Tour под категорией 1.2

## Достижения

### Шоссе
1933
1-й  Чемпион Бельгии — Групповая гонка (юниоры)
1935
1-й Чемпионат Фландрии
1-й — Этап 7 Тур Люксембурга
2-й  Франко-Бельгийское кольцо
1936
1-й — Этап 2 Тур Бельгии
4-й Париж — Ницца — Генеральная классификация
9-й Тур де Франс — Генеральная классификация
1-й — Этап 19a 
1937
2-й Флеш Валонь
2-й Париж — Лилль
6-й Париж — Лилль
1938
1-й  Чемпион мира — Групповая гонка (проф.)
1-й Париж — Брюссель
1-й Grand Prix cycliste d'Espéraza
2-й Льеж — Бастонь — Льеж
3-й Чемпионат Бельгии — Групповая гонка
3-й Тур Фландрии
7-й Париж — Тур
9-й Тур де Франс — Генеральная классификация
1-й — Этапы 15, 16 и 18 
1939
1-й  Чемпионат Бельгии — Групповая гонка
1-й — Этапы 8a и 18b 
1-й Grote Prijs Stad Zottegem
2-й Париж — Рубе
5-й Париж — Брюссель
5-й Бордо — Париж
1943
1-й Париж — Рубе
1-й Флеш Валонь
1-й Тур Лимбурга
5-й Тур Фландрии
8-й Париж — Тур
1944
1-й Флеш Валонь
1-й Нокере Курсе
9-й Тур Фландрии
1945
1-й Флеш Валонь
1-й Дварс дор Вест-Фландерен
1946
2-й  Чемпионат мира — Групповая гонка (проф.)
9-й Тур Фландрии
10-й Париж — Рубе
1949
1-й Гент — Вевельгем
1950
10-й Париж — Рубе
1951
1-й Tour des onze villes
7-й Флеш Валонь
9-й Льеж — Бастонь — Льеж

### Трек
1948
1-й Шесть дней Брюсселя (вместе с Риком Ван Стенбергеном)
1949
1-й Шесть дней Брюсселя (вместе с Риком Ван Стенбергеном)
2-й Шесть дней Гента (вместе с Риком Ван Стенбергеном)
3-й Шесть дней Парижа (вместе с Риком Ван Стенбергеном)

## Статистика выступлений

### Гранд-туры
| Гранд-тур      | 1936 | 1937 | 1938 | 1939 | 1940 | 1941 | 1942 | 1943 | 1944 | 1945 | 1946 | 1947 | 1948 | 1949 | 1950 | 1951 |
| -------------- | ---- | ---- | ---- | ---- | ---- | ---- | ---- | ---- | ---- | ---- | ---- | ---- | ---- | ---- | ---- | ---- |
| Джиро д’Италия | —    | —    | —    | —    | —    | НП   | НП   | НП   | НП   | НП   | —    | —    | —    | —    | —    | НФ   |
| Тур де Франс   | 9    | НФ   | 9    | 34   | НП   | НП   | НП   | НП   | НП   | НП   | НП   | —    | —    | НФ   | —    | —    |

| —  | Не участвовал        |
| НП | Гонка не проводилась |
| НФ | Не финишировал       |